# Esfingolípid
Els esfingolípids (SLs) són una classe de lípids derivats de l'amino-alcohol esfingosina. Anomenats per J.L.W. Thudichum en 1884 donada la seva naturalesa misteriosa, pensant en l'efinx de la mitologia grega. Són presents en totes les membranes eucariotes, però també es troba en el gènere de bacteris Sphingomona Els. SLs constitueixen un 30% del total de lípids de la membrana plasmàtica.
La ruta metabòlica dels SLs té un únic punt d'entrada (l'enzim Serina Palmitoil Transferasa, SPT) i un únic punt de sortida (S1P liasa)
Existeixen un gran nombre d'esfingolípids (SLs) que es poden classificar segons l'esquelet hidròfob de cadena llarga (base esfingoide: normalment esfingosina, esfinganina o fitoesfingosina), els àcids grassos units a la funció amida i els més d'un centenar de caps polars. Les bases esfingoides més freqüents en els teixits de mamífers són l'esfingosina (2S, 3R, 4E-D-eritro-2-amino-octadecen-1,3-diol), l'esfinganina (2S, 3R, D-eritro-2-amino-1,3,4-octadecantriol), i la 4-hidroxiesfinganina (2S, 3R, 4R-eritro-2-amino-1,3,4-octadencantriol) també anomenada fitoesfingosina, i molt abundant en llevats i plantes.
Els aminodiols poden existir com a tals en forma lliure, units a un àcid gras a través d'un enllaç amida per formar la Ceramida, o amb un grup 1-O-fosfat per a formar els derivats 1-fosfats (esfingosina-1-P, ensfinganina-1-P)
A partir de la ceramida es formen els SLs complexos, que poden estar fosforilats com l'esfingomielina, o glicosilats amb una o més unitats de monosacàrids, tant neutres com àcids (gangliòsids). si l'àcid gras es troba absent, els compostos també reben el nom de lisoesfingolípids.
En termes de complexitat es coneixen almenys 5 tipus de bases esfingoides, més de 20 espècies de cadenes d'àcids grassos (variant en longitud, saturació i grau d'hidroxilació) i uns 500 tipus d'estructures carbohidrats descrits en GLs.
A més del paper estructural en les membranes plasmàtiques, als SLs se'ls hi ha reconegut un nombre creixent de bioactivitats. Han estat implicats en major o menor control, en l'apoptosi, la senescència cel·lular, la diferenciació, la migració, l'angiogènesi, la proliferació, infecció, inflamació i l'autofàgia.